# Olejek monoi-tiare
Olej monoi-tiare – olej przygotowywany z kwiatów bądź pąków gardenii tahitańskiej (Gardenia taitensis) macerowanych w oleju kokosowym. W temperaturze poniżej 22 °C olej zastyga, ma białawy kolor i przyjemny zapach. Zawiera duże ilości kwasu laurynowego, kwasu mirystynowego oraz kwasy: palmitynowy, olejowy i kaprylowy.
| Pochodzenie:                  | Polinezja Francuska |
| Udział % w gotowym produkcie: | bez ograniczeń |
| Zastosowanie                  | W przemyśle kosmetycznym polecany dla skóry suchej, dojrzałej, wrażliwej i podrażnionej. Nadaje skórze miękkość, jedwabistość, chroni przed złym wpływem czynników zewnętrznych, a także przed utratą wody. Stosowany również w maskach przy suchych, łamliwych włosach, jako dodatek w olejkach do kąpieli. Dodawany do preparatów After-Sun jako ochrona przeciwsłoneczna. Do oleju monoi-tiare dodawany jest również często olejek eteryczny (waniliowy, ylangowy lub z drzewa sandałowego). |